# 몽탄남초등학교
몽탄남초등학교는 대한민국 전라남도 무안군 몽탄면 사옥길 12(청용리)에 있었던 공립 초등학교이다.

## 연혁
- 1943년 5월 15일 몽탄남공립국민학교 개교(설립인가 4월 1일)
- 1983년 3월 1일 병설유치원 개원
- 1996년 3월 1일 몽탄남초등학교로 개칭
- 2009년 3월 1일 몽탄초등학교에 편입, 폐교